# PB63 Lady 2019-2020
Questa voce raccoglie le informazioni riguardanti la PB63 Lady nelle competizioni ufficiali della stagione 2019-2020.

## Stagione
La stagione 2019-2020 della PB63 Lady Battipaglia, sponsorizzata O.ME.P.S. Givova è la sesta che disputa in Serie A1 femminile. L'allenatore è Sandro Orlando.

## Roster
|    | Naz.                                        | Ruolo | Sportivo                        | Anno | Alt. |  |       |
| -- | ------------------------------------------- | ----- | ------------------------------- | ---- | ---- |  | ----- |
| 4  | Italia (bandiera)                           | G     | Laura Cremona                   | 2000 | 170  |  |       |
| 5  | Italia (bandiera)                           | A     | Alice Nori                      | 1993 | 182  |  |       |
| 6  | Italia (bandiera)                           | G     | Francesca De Rosa               | 2001 | 171  |  |       |
| 7  | Italia (bandiera)                           | G     | Virginia Galbiati               | 1992 | 173  |  |       |
| 8  | Italia (bandiera)                           | A     | Marzia Tagliamento              | 1996 | 181  |  | [ 4 ] |
| 8  | Australia (bandiera)                        | A     | Alexandra Antonietta Ciabattoni | 1994 | 183  |  | [ 5 ] |
| 9  | Italia (bandiera)                           | A     | Elena Sasso                     | 2000 | 182  |  |       |
| 10 | Italia (bandiera)                           | G     | Alice Montiani                  | 2000 | 176  |  |       |
| 11 | Italia (bandiera)                           | P     | Federica Mazza                  | 2001 | 170  |  |       |
| 12 | Spagna (bandiera)                           | A     | Marta Gomez                     | 1997 | 185  |  |       |
| 12 | Francia (bandiera) · Stati Uniti (bandiera) | AC    | Alyssa Juliana Lawrence         | 1995 | 170  |  | [ 6 ] |
| 13 | Italia (bandiera)                           | A     | Anastasija Opačić               | 2001 | 184  |  |       |
| 14 | Italia (bandiera)                           | PG    | Martina Scarpato                | 2000 | 170  |  |       |
| 16 | Italia (bandiera)                           | P     | Maristella De Feo               | 2001 | 169  |  |       |
| 19 | Italia (bandiera)                           | P     | Susanna Bisogno                 | 2002 | 162  |  | [ 7 ] |
| 20 | Italia (bandiera)                           | C     | Caterina Mattera                | 2001 | 184  |  |       |
| 22 | Stati Uniti (bandiera)                      | P     | Michaela Duran Houser           | 1991 | 170  |  |       |
| 22 | Italia (bandiera)                           | PG    | Raffaella Potolicchio           | 1990 | 165  |  | [ 8 ] |
| 44 | Stati Uniti (bandiera)                      | C     | Tori Jarosz                     | 1992 | 189  |  |       |

## Mercato

### Sessione estiva
| Acquisti         | Acquisti              | Acquisti         | Acquisti   |
| R.               | Nome                  | da               | Modalità   |
| ---------------- | --------------------- | ---------------- | ---------- |
| A                | Alice Nori            | B.T. Crema       | definitivo |
| G                | Virginia Galbiati     | Alpo Basket      | definitivo |
| A                | Marzia Tagliamento    | Ensino Lugo C.B. | definitivo |
| A                | Marta Gomez           | Wyoming Cowgirls | definitivo |
| P                | Michaela Duran Houser | Lulea BBK        | definitivo |
| C                | Tori Jarosz           | Gas Kalyvion     | definitivo |
| Altre operazioni |                       |                  |            |
| R.               | Nome                  | da               | Modalità   |
| P                | Maristella De Feo     | giovanili        | [ 15 ]     |

| Cessioni | Cessioni            | Cessioni           | Cessioni       |
| R.       | Nome                | a                  | Modalità       |
| -------- | ------------------- | ------------------ | -------------- |
| P        | Margherita Mataloni | S. Salv. Selargius | fine contratto |
| G        | Beatrice Del Pero   | Pall. Torino       | fine contratto |
| P        | Marta Rossini       | -                  | fine contratto |
| P        | Stefania Trimboli   | USE Empoli         | fine contratto |
| P        | Martina Panniello   | Athena Roma        | fine contratto |
| G        | Antiesha Brown      | -                  | fine contratto |
| AC       | Giulia Patanè       | Ants Viterbo       | fine contratto |
| A        | Chantelle Handy     | Castors Braine     | fine contratto |
| AC       | Kristen Renee Simon | Maccabi Ra'anana   | fine contratto |
| C        | Mounia El Habbab    | Verga Palermo      | fine contratto |

### Sessione autunnale-invernale
| Acquisti | Acquisti              | Acquisti       | Acquisti   |
| R.       | Nome                  | da             | Modalità   |
| -------- | --------------------- | -------------- | ---------- |
| A        | Alexandra Ciabattoni  | Reyer Venezia  | definitivo |
| AC       | Alyssa Lawrence       | A3 Basket Umeå | definitivo |
| PG       | Raffaella Potolicchio | B.F. Stabia    | definitivo |

| Cessioni | Cessioni           | Cessioni      | Cessioni   |
| R.       | Nome               | a             | Modalità   |
| -------- | ------------------ | ------------- | ---------- |
| A        | Marzia Tagliamento | Eirene Ragusa | definitivo |